# Мирошник, Родион Валерьевич
Родио́н Вале́рьевич Миро́шник (укр. Родіон Валерійович Мірошник; род. 31 января 1974, Ворошиловград, УССР) — политический деятель, дипломат. Чрезвычайный и полномочный посол подконтрольной России Луганской Народной Республики в Российской Федерации с 6 мая по 4 октября 2022 года.
Руководитель пресс-службы главы Луганской ОГА Александра Ефремова (1997—2004), пресс-секретарь лидера Партии регионов Украины Виктора Януковича (2005—2006). Генеральный директор Луганской областной государственной телерадиокомпании (2006—2010). Депутат Луганского областного совета от Партии регионов (2007—2014).
Кандидат исторических наук. Заслуженный журналист Украины (лишён звания в 2023). Представитель ЛНР во время переговоров Трёхсторонней контактной группы по мирному урегулированию ситуации на востоке Украины (2015—2022).

## Биография

### Первые годы
Родион Мирошник родился 31 января 1974 года в Ворошиловграде (ныне Луганск) Украинской ССР. Окончил в 1996 году Луганский государственный педагогический институт имени Т. Г. Шевченко по специальности «преподаватель истории, социальных дисциплин и английского языка», после которого преподавал английский язык в школе и работал переводчиком. Работал режиссером в телекомпании «Луга-ТВ», затем редактором отдела информации Луганской областной государственной телерадиокомпании (ЛОГТРК). С 1997 являлся заведующим пресс-службы и руководителем отдела по взаимодействию с общественностью ЛОГТРК. С 2004 по 2006 год занимал должность председателя правления ЗАО «ЛОТ» в Луганске.

### Политическая деятельность
В 1997 году был назначен на должность руководителя пресс-службы главы Луганской областной государственной администрации Александра Ефремова, а в 2006 году занял пост пресс-секретаря премьер-министра Виктора Януковича, на котором находился до 2007 года. В 2007—2014 годах — депутат Луганского облсовета от «Партии регионов».
С 2006 по 2010 год являлся генеральным директором ЛОГТРК. С апреля 2010 по осень 2011 года занимал пост заместителя председателя Луганской областной администрации по вопросам гуманитарной и социальной политики. Затем вернулся на пост директора ЛОГТРК.
В 2011 году окончил аспирантуру Национального педагогического университета имени Н. П. Драгоманова, защитив под научным руководством д. и. н., профессора В. И. Борисенко диссертацию «Интернет-ресурсы истории Украины в глобальной компьютерной сети: особенности формирования, информационное наполнение, проблематика (1991—2010 годы)».

#### После 2014 года
Во время протестов на востоке Украины 2014 года занимал пророссийскую позицию, в апреле новым руководством Украины был уволен с поста директора ЛОГТРК, однако в мае восстановился через суд. В июле уехал в Москву, затем в Харьков, Киев. Осенью вернулся на территорию под контролем ЛНР и 13 декабря стал руководителем ЦИК ОД «Мир Луганщине». С 2015 по 2022 год являлся представителем Луганской Народной Республики на переговорах в Контактной группе по мирному урегулированию ситуации на востоке Украины. С 2017 года был советником главы ЛНР Леонида Пасечника по внешним связям.
6 мая 2022 года назначен послом Луганской Народной Республики в Российской Федерации, освобождён от должности 9 ноября того же года после аннексии самопровозглашённой республики.
Регулярный участник ток-шоу Владимира Соловьёва и передачи «60 минут» на телеканале «Россия-1».
С 30 августа 2023 года — «посол по особым поручениям МИД России по вопросам преступлений киевского режима».

## Дипломатический ранг
- Чрезвычайный и полномочный посланник 1 класса (1 апреля 2024)[11].

## Санкции
15 января 2023 года, из-за вторжения России на Украину, внесён в санкционный список Украины, предполагается блокировка активов на территории страны, приостановка выполнения экономических и финансовых обязательств, прекращение культурных обменов и сотрудничества, лишение украинских госнаград.
24 июня 2024 года включён в санкционные списки всех стран Европейского союза:.

С 2014 по 2022 год Родион Мирошник был политиком так называемой «ЛНР». После аннексии Россией так называемых «республик», Родион Мирошник занимает должность «посла по особым поручениям по преступлениям киевского режима» в МИД России. В соответствии со своей новой должностью он отвечает за расследование «преступлений», якобы совершённых украинскими властями, а также за информацию о них в СМИ и международном сообществе.— «Официальный журнал Европейского союза», Брюссель, 24 июня 2024 года